# Jonas Wahlström

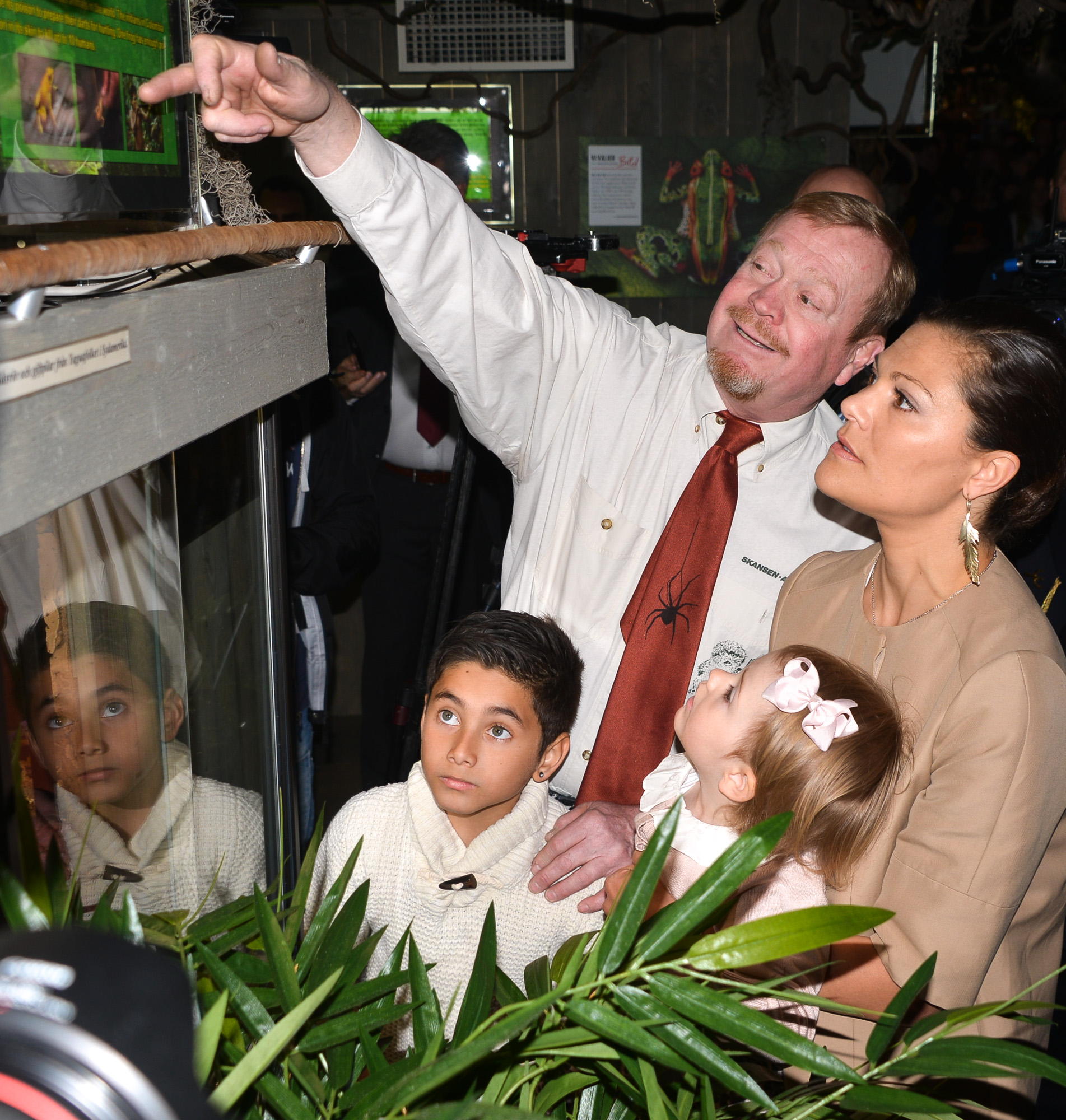
Kronprinsessan Victoria och prinsessan Estelle besöker Skansen-Akvariet i Stockholm 2014.

Jonas Gustaf Emil Wahlström, född 1 juni 1952 i Engelbrekts församling, Stockholms stad, är en svensk djurvetare och ägare av det aktiebolag som förestår Skansen-Akvariet. Wahlström har under många år framträtt i olika TV-sammanhang, ofta tillsammans med levande djur, för att upplysa allmänheten om vanliga och ovanliga djur, bland annat i Allsång på Skansen och Nyhetsmorgon, och tidigare i ett barnprogram om Skansen-Akvariet.
År 1975 hade han en mindre roll i Roy Anderssons film Giliap och 1989 spelade han sig själv i Hassel – Slavhandlarna.
Jonas Wahlström har uppdrag som rådgivare åt Nordkorea i djurparksfrågor (2016).
Wahlström är gift med journalisten Christina Ollén (född 1942). De har två adopterade barn.